# Elaktjärnen, Hälsingland
Elaktjärnen är en sjö i Ljusdals kommun i Hälsingland och ingår i Ljusnans huvudavrinningsområde.